# Anthophora clessini
Anthophora clessini är en biart som beskrevs av Fedtschenko 1875. Anthophora clessini ingår i släktet pälsbin, och familjen långtungebin. Inga underarter finns listade i Catalogue of Life.